# Roda de Berà (kommunhuvudort)
Roda de Berà är en kommunhuvudort i Spanien.   Den ligger i provinsen Tarragona och regionen Katalonien, i den östra delen av landet, 400 km öster om huvudstaden Madrid. Roda de Berà ligger 60 meter över havet och antalet invånare är 4 464.
Terrängen runt Roda de Berà är platt söderut, men norrut är den kuperad. Havet är nära Roda de Berà åt sydost.  Närmaste större samhälle är Tarragonès, 19,1 km väster om Roda de Berà. 